# Société Anonyme (Luxemburg)
Die Société anonyme (SA) ist vergleichbar mit der deutschen Aktiengesellschaft. Sie ist gemeinsam mit der Société à responsabilité limitée (SARL) die verbreitetste Rechtsform für Wirtschaftsunternehmen in Luxemburg und seit dem 10. August 1915 gesetzlich geregelt. Eine SA kann sowohl wirtschaftliche als auch ideelle Zwecke verfolgen.

## Allgemein
Die SA wird in Luxemburg als Gesellschaftsform nicht nur für große Unternehmen gewählt, sondern auch von kleinen und mittleren Unternehmen (KMU), da die Aktien dieser Gesellschaften Inhaberaktien sein können und dadurch leichter abtretbar sind. Bei der luxemburgische Société anonyme handelt es sich um eine Kapitalgesellschaft, für deren Verbindlichkeiten ausschließlich das Gesellschaftsvermögen haftet. Die Aktionäre haften also nur in der Höhe ihrer Einlagen.

## Gründung
Die Gründung einer SA im Großherzogtum erfolgt durch eine notarielle Beurkundung des Gesellschaftsvertrages, oft auch, wie im deutschen Recht, „Satzung“ genannt. In der Regel erfolgt dies in französischer Sprache, auch wenn Deutsch oder Luxemburgisch als Amtssprache prinzipiell ebenfalls möglich sind. Die Satzung wird im Handelsregister, dem Registre de Commerce et des Sociétés (RCS), hinterlegt. Anders als in der Bundesrepublik Deutschland ist die Gesellschaft bereits nach der Beurkundung unbeschränkt handlungsfähig. Eine Gründung kann durch natürliche oder juristische Personen jeder Nationalität und unabhängig vom Wohnsitz erfolgen. Sieht die Satzung keine Begrenzung vor, so ist die SA auf unbestimmte Zeit gegründet.

### Mindesteinlage und Aktien
Bei einer luxemburgischen SA sind sowohl Inhaber- als auch Namensaktien möglich, die sowohl mit als auch ohne Stimmrecht versehen sein können. Namensaktien setzen allerdings das Führen eines Aktienregisters voraus. Das Stammkapital beläuft sich auf mindestens 30.000 Euro und muss in vollem Umfang gezeichnet sein, wobei das Kapital auch aus Sacheinlagen oder einer Kombination von Bargeld und Sacheinlagen bestehen kann. Die Bewertung von Sacheinlagen muss durch einen unabhängigen Wirtschaftsprüfer erfolgen. Weiterhin müssen bei der Gründung mindestens 25 % des Nennwertes jeder Aktie eingezahlt sein. Bis zur Volleinzahlung dürfen nur Namensaktien ausgegeben werden, die aber nach vollständiger Kapitalerbringung in Inhaberaktien umgewandelt werden können. Bei einer Kapitalerhöhung gelangen die Aktionäre in den Genuss eines Bezugsrechts. Erfolgt die Ausgabe der Aktien mit einem Nennwert, so muss dieser bei allen Aktien gleich sein und mindestens 1,24 Euro betragen.

## Geschäftsführung
Die Verwaltung der SA kann nach dem monistischen System mit einem Verwaltungsrat oder nach dem dualistischen System durch einen mit der Geschäftsführung beauftragten Vorstand und einen Aufsichtsrat erfolgen.

### Führung durch einen Verwaltungsrat(conseil d’administration)
Die Hauptversammlung bestellt die Mitglieder des Verwaltungsrates (administrateurs). Sofern die Gesellschaft mehr als einen Aktionär hat, müssen dies mindestens drei Personen sein. Die Mitglieder können sowohl natürliche als juristische Personen sein. Die Amtszeit ist auf sechs Jahre begrenzt. Es besteht die Möglichkeit einer Wiederwahl. Die Mitglieder des Verwaltungsrates gehen keinerlei persönliche Haftung in Bezug auf die Verpflichtungen der Gesellschaft ein, haften aber für Fehler oder Delikte wie etwa unerlaubte Handlungen, die sie bei der Ausübung ihres Amtes begehen.

### Führung durch Vorstand(directoire)und Aufsichtsrat(conseil de surveillance)
Für den Aufsichtsrat, der die Tätigkeit des Vorstandes überwachen soll, gelten in Bezug auf Einberufung, Dauer und Haftung dieselben formalen Vorschriften wie für den Verwaltungsrat. Mitglieder des Aufsichtsrates dürfen nicht gleichzeitig im Vorstand tätig sein. Ebenfalls in der Hauptversammlung bestimmen die Aktionäre oder der Aufsichtsrat die Mitglieder des Vorstands, deren Anzahl in der Satzung festgelegt sein soll. Ist keine Zahl in der Satzung festgelegt, so kann der Aufsichtsrat die Anzahl bestimmen. Bei Gesellschaften mit einem Kapital von weniger als 500.000 Euro oder nur einem Aktionär gibt es nur ein Vorstandsmitglied. Vorstandsmitglieder können auch hier natürliche oder juristische Personen sein, ihre Amtszeit ist ebenfalls auf sechs Jahre begrenzt, es besteht die Möglichkeit der Wiederwahl und auch sie haften nur persönlich, wenn sie Fehler oder Delikte in der Führung ihres Amtes begehen. Eine gleichzeitige Mitgliedschaft im Aufsichtsrat ist nicht möglich.

### Hauptversammlung
Eine Aktionärsversammlung sowie eine ordentliche oder außerordentliche Hauptversammlung kann durch den Verwaltungsrat oder von den internen Rechnungsprüfern, den commissaires, einberufen werden. Sind in der Satzung keine Modalitäten zur Einberufung einer Hauptversammlung fixiert, so ist diese mindestens einmal jährlich durchzuführen.

## Buchführung
Die SA ist zur Erstellung einer Bilanz, der Aufstellung der Gewinn- und Verlustrechnung und – sofern nötig – zur Erstellung eines Anlagen- und Lageberichtes verpflichtet. Diese sind in der Hauptversammlung durch die Aktionäre zu billigen. Der Jahresabschluss sowie der Lageberichts-/Prüfbericht eines internen Rechnungsprüfers oder externen Wirtschaftsprüfers ist im Registre de Commerce et des Sociétés (Handels- und Firmenregister von Luxemburg) binnen sieben Monaten nach Abschluss des Geschäftsjahres zu hinterlegen. Sind mindestens zwei der folgenden Kriterien erfüllt, kann auch eine vereinfachte Bilanzierung erfolgen.
- Die Bilanzsumme ist nicht größer als 4,4 Millionen Euro.
- Der Nettoumsatz überschreitet nicht 8,8 Millionen Euro.
- Der mittlere Personalbestand übersteigt nicht 50 Mitarbeiter.

Einzelne bestimmte Posten können in der Gewinn- und Verlustrechnung zusammengefasst werden, wenn zwei der folgenden Kriterien in der Bilanz zutreffen.
- Die Bilanzsumme ist nicht größer als 20 Millionen Euro.
- Der Nettoumsatz überschreitet nicht 40 Millionen Euro.
- Der mittlere Personalbestand übersteigt nicht 250 Mitarbeiter.

Die Abschlüsse müssen gemäß den sogenannten Lux-Gaap-Rechnungslegungsgrundsätzen in französischer Sprache erstellt werden. Eine Überwachung durch einen oder mehrere externe Wirtschaftsprüfer ist in denjenigen Gesellschaften Pflicht, deren Bilanz nach zwei aufeinanderfolgenden Geschäftsjahren zwei der folgenden Werte überschreitet.
- Eine Bilanzsumme von 4,4 Millionen Euro
- Einen Nettoumsatz von 8,8 Millionen Euro
- Einen mittleren Personalbestand von 50 Mitarbeitern

Gesellschaften, die diese Kriterien nicht erfüllen, können durch einen oder mehrere interne Rechnungsprüfer, die auch aus den Reihen der Aktionäre stammen dürfen, überwacht werden.

## Besteuerung
Neben der Gewerbesteuer, der Vermögensteuer und der Körperschaftsteuer kann bei Immobilienbesitz der SA auch Grundsteuer anfallen. Die Umsatzsteuererklärung erfolgt bei einem Jahresumsatz von netto unter 112.000 Euro jährlich, bei einem Nettoumsatz von 112.000 Euro bis 620.000 Euro quartalsweise und bei allen anderen höheren Umsätzen monatlich.